# مديرية السودة

تعديل مصدري - تعديل

مديرية السودة إحدى مديريات محافظة عمران في اليمن. بلغ عدد سكانها 32169 نسمة عام 2004. تضم أربع عزل هي عزلة منصور وعزلة أحكم وعزلة ناشر وعزلة عطيفة. مركز المديرية هي مدينة السودة.

موقع مديرية السودة في محافظة عمران